# Venice, Kalifornien
Venice är ett distrikt i västra Los Angeles, Kalifornien, USA. Det är mest känt för sina kanaler, stränder och sina bohemiska bostadskvarter och sin färgglada strandpromenad.

## Venice Beach
Venice Beach är ett av turistattraktionerna i Venice med många beachvolleyplaner, skate- och inlinesåkare, försäljare med mera. Vid den södra änden av stranden, i slutet av Washington Boulevard, ligger den 400 meter långa betongpiren Venice Fishing Pier. Den öppnades 1964 men stängdes 1983 på grund av El Niño-stormen. Piren öppnades igen i mitten på 1990-talet.